# Hybalus
Hybalus är ett släkte av skalbaggar. Hybalus ingår i familjen Orphnidae.

## Dottertaxa tillHybalus, i alfabetisk ordning[1]
- Hybalus algiricus
- Hybalus ameliae
- Hybalus angustatus
- Hybalus arenicola
- Hybalus atlanticus
- Hybalus barbarus
- Hybalus baudoni
- Hybalus benoiti
- Hybalus bigibber
- Hybalus biretusus
- Hybalus bletoni
- Hybalus constantini
- Hybalus digitatus
- Hybalus doursi
- Hybalus glabratus
- Hybalus graecus
- Hybalus granicornis
- Hybalus kocheri
- Hybalus maroccanus
- Hybalus normandi
- Hybalus numidicus
- Hybalus parvicornis
- Hybalus petrovitzi
- Hybalus punicus
- Hybalus pygmaeus
- Hybalus raffrayi
- Hybalus ramicornis
- Hybalus reclinans
- Hybalus reflexus
- Hybalus rotroui
- Hybalus saezi
- Hybalus servulus
- Hybalus subcornutus
- Hybalus sulcatus
- Hybalus tingitanus
- Hybalus tricornis
- Hybalus tuberculicornis
- Hybalus varians